# رنگ پوست انسان

نقشه پراکندگی رنگ پوست مقیاس کروماتیک فن لوشان در سال ۱۹۴۰

رنگ پوست انسان به وجود ملانین‌ها در پوست بازمی‌گردد. پوست انسان‌ها طیف رنگی از مشکی تا سفید و به علت وجود رگ‌ها مایل به صورتی است. تنوع در رنگ پوست انسان، اساساً به مسائل ژنتیکی ارتباط دارد.
اگرچه علل تکامل در این رابطه کاملاً مشخص نیست. مطابق با تحقیقات علمی انجام شده، بیشترین تنوع رنگ پوست به منطقه آفریقای سیاه تعلق دارد.

## کتابشناسی
- Walters, KA; Roberts, MS (2008). Dermatologic, Cosmeceutic, and Cosmetic Development: Therapeutic and Novel Approaches. New York: Informa Healthcare. ISBN 978-0-8493-7589-7.